# Región natural Guayana
La región natural Guayana, también conocida como Sur del Orinoco, es una de las regiones naturales en la que habitualmente se divide a Venezuela, aunque la misma comprende dos sistemas claramente diferentes, siendo las sabanas al norte y la selva amazónica al Sur, su agrupación obedece al hecho que es la región menos explorada del país.
Cubre contrastantes paisajes, desde llanuras costeras hasta prolongaciones de macizos y tepuyes (formaciones rocosas únicas en el mundo) que tienen continuidad con la orografía de la Guayana venezolana. Allí se encuentran las formaciones geológicas más antiguas del planeta y una de las más importantes reservas de biodiversidad del mundo. Junto al amazonas constituye uno de los más importantes pulmones de la tierra.

## Relieve
El relieve del sur del Orinoco o Guayana es muy variado, llanuras o sabanas, con alturas que van desde los 100 hasta los 500 m s. n. m., incluyendo la Gran Sabana, que es una planicie con un promedio de 1.000 m s. n. m. de altitud hogar de los magníficos tepuyes, por último las sierras o serranías que alcanzan cumbres considerables de hasta 3.840 m s. n. m. .  
El clima es tropical, aunque varía según las zonas; así, las áreas bajas presentan unas altas temperaturas, que alcanzan los 27 °C de promedio, y lluvias abundantes. Dependiendo de la altura, que es variada, se encuentra una diversidad de climas, desde tórrido pasando por un clima muy benigno, hasta el clima fresco de las cumbres de los tepuyes y de las serranías. El clima tropical tiene tres tipos dependiendo del hábitat: selva tropical lluviosa sin estación seca; clima tropical monzómico transicional con una estación seca muy corta y sabana tropical con una estación seca entre diciembre y marzo. La alta nubosidad entre la época seca facilita la formación del vapor de agua que compensa la falta de lluvia. Los vientos alisios que soplan desde el nordeste aportan precipitaciones sobre las tierras altas. La insolación del área, debido a su cercanía al Ecuador, se puede considerar como constante todo el año.

## Hidrografía
Esta región, tiene una parte de las reservas de agua, mayores del mundo, la confluencia del Orinoco con el Caroní, es una de las cuatro hoyas hidráulicas mayores del planeta. El estado está recorrido por numerosos ríos, entre los que destacan el Bajo Orinoco, con su principal afluente el Caroní, Ocamo, Cunucunuma, Suapure, Cuyuní, Yuruari, estos son afluentes del gran río.

## Geomorfología
Se presentan prolongaciones de macizos y tepuyes (formaciones rocosas únicas en el mundo) que tienen continuidad con la orografía de la Guayana Venezolana. Allí se encuentran las formaciones geológicas más antiguas del planeta y una de al más importantes reservas de biodiversidad del mundo. Entre las extraordinarias formaciones geológicas hay que destacar por su altura el Roraima, con sus 2.810 m s. n. m. y el Auyantepui, de donde se desprende la caída del agua, más alta del mundo, el Salto Ángel, con sus casi mil metros de caída vertical. El escudo Guayanés ocupa la región sur del río Orinoco y el norte de río Amazonas, entre los llanos de Colombia y Venezuela y el Océano Atlántico. Abarca todo el sur de Venezuela y el sur del Orinoco Posee las rocas más antiguas del país.
Se presentan rocas del arcaico con más de 3.000 millones de años. Este tipo de roca se encuentra justo al sur del Orinoco alrededor de Ciudad Bolívar y Ciudad Guayana.

## Suelo
El tipo de suelo en esta región es muy variado, al norte en toda la franja de la cuenca sur del río Orinoco, los suelos son pobres en nutrientes y se han desarrollado básicamente en la utilización industrial, cría de ganado de engorde y como asentamientos urbanos. Hacia el sur, los suelos se presentan muy mineralizados y ricos en grandes yacimientos de hierro, bauxita, entre otros minerales de gran importancia y grandes reservas naturales.

## Vegetación
Debido a su inmensa extensión, la vegetación de la región Guayana Nos muestra de toda la vegetación que cubre el suelo venezolano; a través de su amplia geografía se encuentra vegetación halófila,: que es la  de los manglares; vegetación herbácea,: de las sabanas; xerófita,: que es la del espinar o bosque xerófilo; la hidrófila: de las selvas y la propia del bosque nublado, propia de las laderas montañosas.

## Actividades económicas
Por su tremendo potencial hidroeléctrico, riqueza minera, abundancia de minerales de hierro y bauxita, se ha instalado una de las principales industrias pesadas de América Latina. Efectivamente la Siderúrgica del Orinoco, es la principal fábrica de tubos API de Latinoamérica e igualmente deben considerarse la industria del aluminio y otras más derivadas de la elaboración del acero y del aluminio. Otros minerales importantes de la región son el níquel, manganeso y mercurio. También hay cantidades importantes de metales preciosos, (oro y platino) y diamantes que han traído a muchos aventureros que usan métodos poco ortodoxos para su extracción, sin importarles el daño ecológico que causan a los ríos y al medio ambiente.
Pero, en el sector económico el gran futuro de esta bella, inmensa y aún poco explorada región, es la industria sin chimeneas, la del turismo.